# Edward Divers

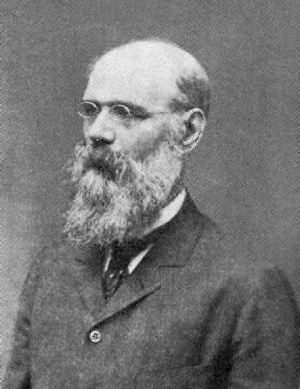
Edward Divers

Edward Divers (japanisch ダイバース, E., geboren 27. November 1837 in London (UK); gestorben 8. April 1912 ebenda) war ein britischer anorganischer Chemiker, der in der Meiji-Zeit in Japan tätig war.

## Leben und Wirken
Edward Divers studierte 1853 Chemie am „Royal College of Chemistry“ bei A.W. von Hofmann (1818–1892) und W. Crookes (1832–1919). Im Jahr 1854 wurde er Assistent am Queen’s College in Galway, Irland, und erhielt 1860 seinen Doktortitel in Medizin. Danach war er als Dozent an der Middlesex Hospital Medical School tätig.
1873 kam Divers, von der japanischen Regierung, als „O-yatoi gaikokujin“ nach Japan. Er wurde vom Industrieministerium (工部省) eingestellt und wurde Assistent des Chemikers Henry Dyer (1848–1918), der zu dieser Zeit in Japan tätig war. Er unterrichtete anorganische Chemie im Ingenieurwohnheim (工学寮, Kōbu-ryō) des Kultusministeriums (文部省, Mombushō) und am „College of Engineering“ (工部大学校, Kōbu daigakkō) – heute Fakultät für Ingenieurwissenschaften der Universität Tokio, wo er auch forschte. 1882 trat er die Nachfolge von Dyer an, der im selben Jahr in die Heimat zurückkehrte. 1884 wurde er in einen Unfall verwickelt, bei dem sein rechtes Auge so stark verletzt wurde, dass es beinahe erblindete. Während seines Aufenthalts in Japan wurde er 1885 zum Mitglied der Royal Society gewählt. Für seine Leistungen in Japan wurde ihm 1898 von Kaiser Meiji ein Verdienstorden verliehen.
Nach seiner Rückkehr nach England fungierte Divers 1900 als Vizepräsident der „London Chemical Society“ und 1905 als Präsident der „British Society of Industrial Chemistry“. Er ist bekannt für seine Forschungen zu Stickstoffverbindungen, einschließlich der Entdeckung der Hyponitrite (1871).
Divers leistete durch gemeinsame Forschungen mit Shimose Masamitsu (1860–1911), Kawakita Noritatsu (河喜多 能達; 1853–1925), Haga Tamemasa (垪和 為昌; 1856–1914), Shimizu Tetsuyoshi (清水 鉄吉) und anderen einen Beitrag zur Entwicklung der Chemie in Japan.